# Arthur Maxwell (11e baron Farnham)
Arthur Kenlis Maxwell  (2 octobre 1879 - 5 février 1957), est un officier de l'armée britannique, pair représentant irlandais et baronnet de la Nouvelle-Écosse.

## Biographie
Il est le fils de Somerset Maxwell (10e baron Farnham) et de Lady Florence Jane Taylour, fille de Thomas Taylour (3e marquis de Headfort). À la mort de son père en novembre 1900, il lui succède en tant que 11e baron Farnham (et 14e baronnet) et hérite du domaine de Farnham, dans le Comté de Cavan.
Il fait ses études à l'Académie royale militaire de Sandhurst et reçoit sa première commission en tant que second lieutenant dans le 10e Hussards le 12 août 1899 . Le régiment s'est embarqué pour l'Afrique du Sud pour combattre dans la seconde guerre des Boers en novembre 1899, et Maxwell les rejoint en mars 1900, voyageant à bord du SS British Prince . Peu de temps après son arrivée, il est promu lieutenant le 1er avril 1900. Après la fin de la guerre en 1902, son régiment se rend en Inde. Lord Farnham se joint à près de 375 officiers et hommes du 10e Hussars qui quittent Le Cap sur le SS Lake Manitoba en septembre 1902, arrivent à Bombay le mois suivant, puis sont en poste à Mhow sous la présidence de Bombay . Il est nommé à l'Ordre du service distingué (DSO) en 1918 pour son service dans la Première Guerre mondiale.
Le 18 décembre 1908, il est élu pair représentant irlandais. Pendant la Première Guerre mondiale, il est lieutenant-colonel du North Irish Horse . Il siège à la Chambre des Lords en tant que membre de l'Alliance unioniste irlandaise, et devient son dernier chef des unionistes du Sud après la scission de 1919 dans le parti et qui cesse ses activités après le Traité anglo-irlandais de 1921.
Lord Farnham épouse le 8 octobre 1903 Aileen Selina, fille de Charles Purdon Coote et de Lydia Wingfield-Digby. Son fils, Somerset, est mort de blessures en 1942 à la bataille d'El Alamein, et ainsi à sa propre mort en 1957 dans une maison de retraite à Dublin, ses titres et sa succession, dont la partie britannique s'élevait à 22 810 £, passent à son petit-fils, Barry. Sa petite-fille Sheelin épouse le 3e vicomte Knollys.